# Kurt Wolff (Verleger)
Kurt August Paul Wolff (* 3. März 1887 in Bonn; † 21. Oktober 1963 in Ludwigsburg) war ein deutscher Verleger. Er gründete den zu seiner Zeit wichtigsten Verlag für expressionistische Literatur in Deutschland: den Kurt Wolff Verlag, der von 1913 bis 1940 existierte.

## Leben und verlegerische Tätigkeit

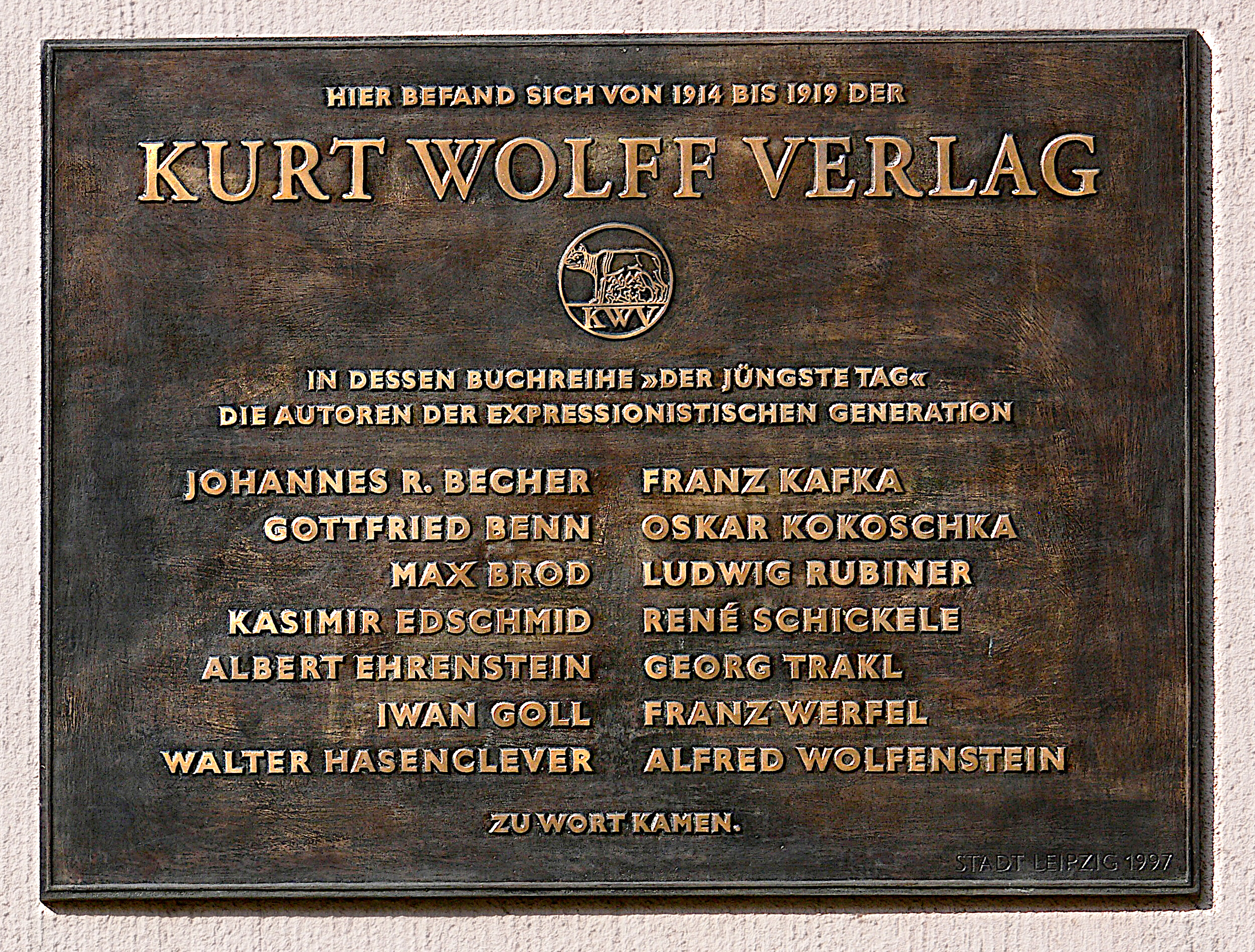
Gedenktafel im Graphischen Viertel von Leipzig (2010)

Kurt Wolff wurde 1887 als Sohn des Professors für Musikgeschichte Leonhard Wolff in Bonn geboren, seine Mutter entstammte einer jüdischen Familie. Von 1904 bis 1906 besuchte er das Gymnasium Philippinum in Marburg und machte dort das Abitur. Am 2. September 1909 heiratete Wolff, verlobt seit 1907, die achtzehnjährige Elisabeth. Das Ehepaar bekam zwei Kinder (Maria und Nikolaus).
1908 lernte Wolff Ernst Rowohlt in Leipzig kennen, der in diesem Jahr seinen Verlag gründete.  Wolff wurde stiller Teilhaber. Am 1. November 1912 stieg Rowohlt aufgrund persönlicher Differenzen aus dem gemeinsamen Unternehmen aus, das Wolff übernahm und in Kurt Wolff Verlag umbenannte. Bald versammelte das Haus bedeutende zeitgenössische Autoren, u. a. Walter Hasenclever, Franz Kafka und Georg Trakl. Einige Schriftsteller wie Franz Werfel und Kurt Pinthus arbeiteten sogar als Lektoren aktiv im Unternehmen mit.
Der hochwertigen und schönen Ausstattung der Bücher kam von Beginn an eine wichtige Rolle zu. Schon 1910 entstand die bibliophile Reihe der Drugulin-Drucke, wobei der Typographie und dem Druck besondere Aufmerksamkeit geschenkt wurden. Die Werke waren durch ihre moderaten Preise auch für finanziell weniger gutbetuchte Käufer erschwinglich. Die Offizin Drugulin, in deren Haus der Verlag gezogen war, erlangte schon damals weltweite Anerkennung für ihre Arbeiten. 1918 erwarb der Verleger die Firma, die später jedoch in andere Hände überging.

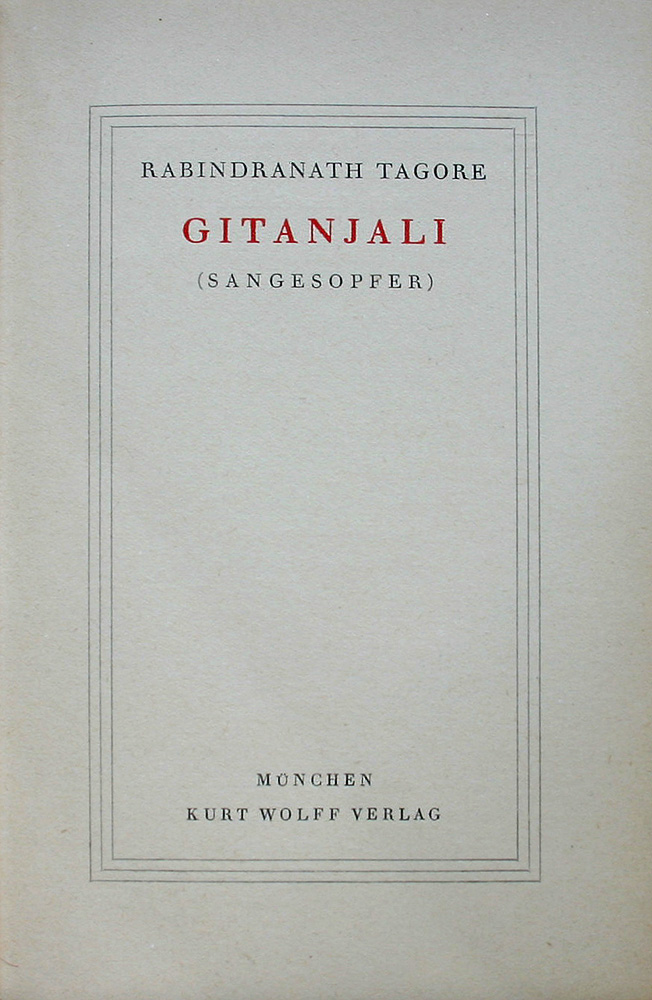
Titelseite Rabindranath Tagore: Gitanjali, Kurt Wolff Verlag, München 1921

Buchreihen des Verlages waren unter anderem:
- Der neue Roman (erkennbar an ihren gelben Schutzumschlägen)
- Der europäische Roman
- Die schwarzen Bücher (später umbenannt in Die graphischen Bücher, mit Originalgraphiken zeitgenössischer Künstler)
- Der jüngste Tag. In dieser Reihe waren Autoren wie Carl Sternheim, Gottfried Benn, Franz Werfel, René Schickele oder Franz Kafka vertreten.

Von Heinrich Mann wurde 1916 eine Gesamtausgabe veröffentlicht und 1918 der Roman Der Untertan, welcher binnen sechs Wochen nach der Herausgabe eine Auflage von 100.000 Exemplaren erzielte.
Da Kurt Wolff in den Krieg ziehen musste, bestellte er 1914 Georg Heinrich Meyer zum verantwortlichen Verlagsleiter, der den Verlag erfolgreich führte, bis Wolff im September 1916 auf Initiative von Großherzog Ernst Ludwig von Hessen aus dem Heeresdienst entlassen wurde und wieder als Verleger tätig sein konnte.
Wolff war Inhaber vieler Imprintverlage (u. a. Hyperion-Verlag seit 1917, Verlag der Weißen Bücher seit 1918). Er gründete 1917 mit Peter Reinhold und Curt Thesing in Leipzig den Verlag Der Neue Geist, der 1918 ganz an Peter Reinhold überging und 1933 mit dem Kurt Wolff Verlag verschmolz.
1919 zog die inzwischen auf 60 Mitarbeiter angewachsene Firma von Leipzig nach München um. Im gleichen Jahr erschien Genius. Zeitschrift für alte und werdende Kunst; sie musste 1921 wieder eingestellt werden. Das Verlagsprogramm umfasste zu diesem Zeitpunkt Weltliteratur ebenso wie Lyrik und Dramatik. Seit den Zwanzigern konzentrierte sich der Verleger verstärkt auf internationale Literatur und Kunstpublikationen.

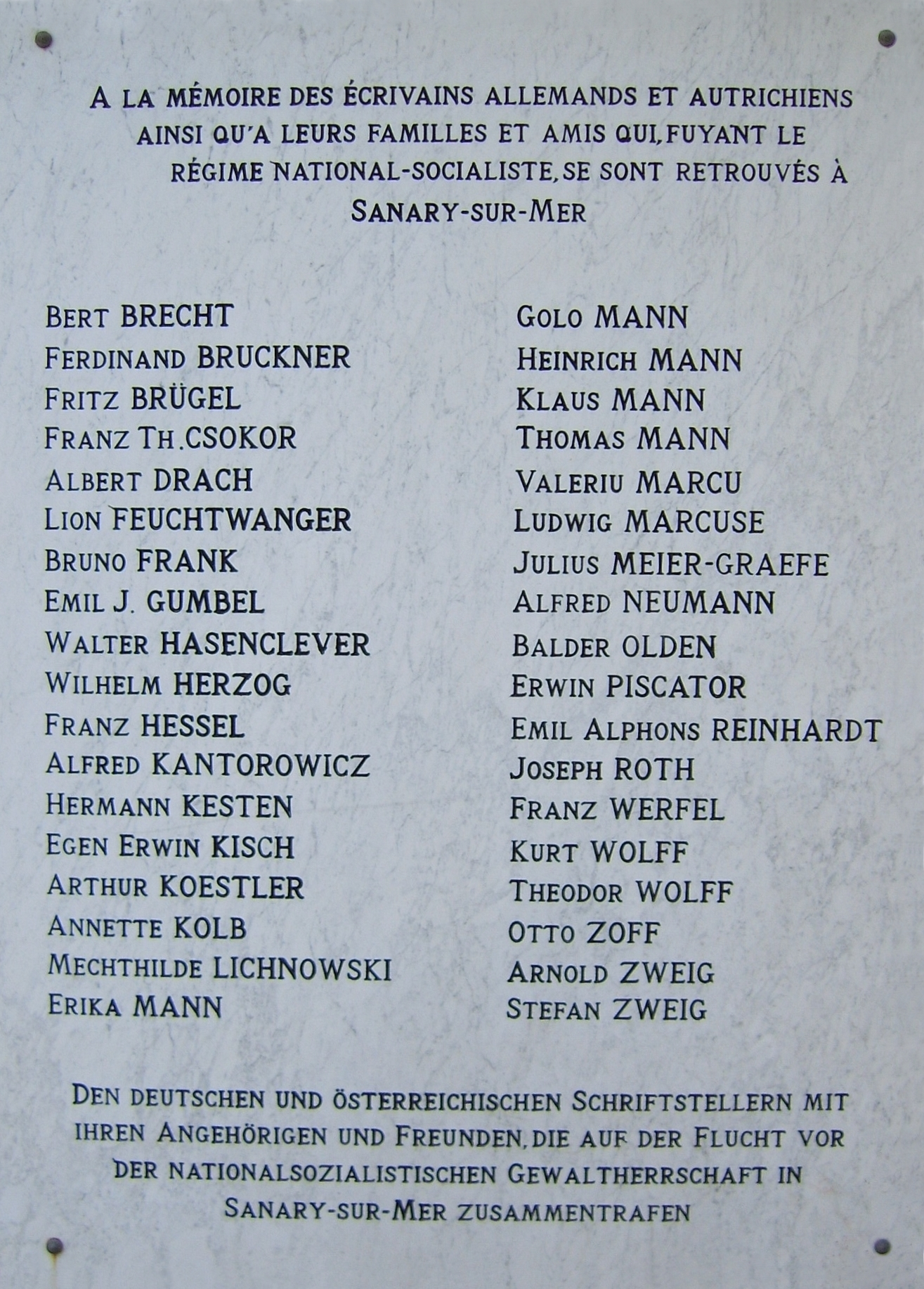
Gedenktafel für die deutschen und österreichischen Flüchtlinge in Sanary-sur-Mer, unter ihnen Kurt Wolff

1924 gründete Wolff in Florenz den Verlag Pantheon Casa Editrice S.A., in dem aufwändig hergestellte kunstwissenschaftliche Monumentalausgaben in vielen europäischen Ausgaben erschienen. Zu Beginn der 1930er Jahre geriet das Münchner Haus in eine immer tiefere Finanzkrise, und Wolff begann nach und nach seine Bestände aufzulösen. 1933 erwarb Peter Reinhold die Aktienmehrheit des Geschäftes. 1940 erlosch der Name Kurt Wolff Verlag durch Umbenennung in Genius Verlag. Nach dem Tod des Besitzers wurde der Verlag 1956 aufgelöst.
Wolff ließ sich am 22. Januar 1931 von seiner Frau Elisabeth scheiden und emigrierte in ein Dorf bei Florenz. In London heiratete er am 28. März 1933 seine zweite Frau Helen Mosel. Mit ihr betrieb er in Florenz eine Art Pension. 1938 floh er mit ihr und ihrem gemeinsamen Kind (der Komponist Christian Wolff) nach Frankreich. Zwei Jahre später – Wolff war zwischenzeitlich auch interniert gewesen – gelang ihnen von dort in letzter Minute die Flucht in die USA.
1942 gründete Wolff mit seiner Frau Helen in New York den Verlag Pantheon Books, Inc., der schon bald sehr erfolgreich war. Mitunter wurden hier englische Übersetzungen von deutschen Dichtern herausgegeben.  1958 kehrte das Verlegerpaar nach Europa zurück. Sie siedelten sich in Locarno in der Schweiz an. 1960 trennten sie sich von Pantheon Books.
Bei einem Besuch in Deutschland im Jahr 1963, auf dem Weg zum Deutschen Literaturarchiv in Marbach, wurde Wolff von einem Lastwagen erfasst und erlag kurz darauf seinen Verletzungen. Er wurde in Marbach bestattet.

## Kurt Wolff und seine Autoren

### Kurt Wolff und Karl Kraus
Besondere Erwähnung verdient die Beziehung Kurt Wolffs zu Karl Kraus. 1912 wurde der damals 25-jährige Wolff durch Franz Werfel auf Kraus aufmerksam gemacht. Werfel, selbst erst 22 Jahre alt, war damals als Lektor für den Kurt Wolff Verlag tätig und, wie Wolff später selbst bemerkte, einer der von Kraus „Besessenen“.
Wolff hatte bis dahin nach eigener Aussage noch keine Zeile von Kraus gelesen, wurde jedoch von Werfel, der Kraus damals hymnisch lobte, mit Heften der „Fackel“ versorgt und immer aufgefordert, Kraus in Wien aufzusuchen und als Autor für den Kurt Wolff Verlag zu gewinnen. So fuhr Wolff nach Wien, um Kraus zu begegnen, „– unvertraut mit dem Werk, ahnungslos, und von einer Unbefangenheit und Naivität, die ich ein paar Jahre später gewiss nicht mehr gehabt hätte“.
Doch Kraus empfing den „edlen Jüngling“ sehr freundlich, nahm ihn, der sich im Kaffeehaus offensichtlich unwohl fühlte, nach einer Stunde mit in seine Wohnung in der Lothringerstraße und sprach mit ihm bis zum Morgengrauen.
Und so wurden im Oktober 1913 tatsächlich zwei Verträge zwischen Kraus und dem Kurt Wolff Verlag über Buchpublikationen geschlossen. Der erste Vertrag bezog sich auf „Kultur und Presse“, ein Buch, das niemals in Druck ging, der zweite auf „Untergang der Welt durch schwarze Magie“, das erst nach der endgültigen Trennung von Kurt Wolff erschien. Doch trotz persönlicher Wertschätzung kam es zunächst zu keiner Veröffentlichung, da Kraus nicht im selben Verlag erscheinen wollte wie jene Literaten, gegen die sich seine Polemik richtete. Persönliche Angriffe der Wolff-Autoren Kurt Hiller und Max Brod führten zu einer Vertragsauflösung schon im Dezember 1913.
Es war Wolff, der – im Sommer 1915 – eine Lösung vorschlug: Er wolle einen Verlag gründen mit der Bezeichnung „Verlag der Schriften von Karl Kraus (Kurt Wolff)“, in dem einzig und allein die Bücher von Kraus erscheinen würden. Kraus, zunächst kurz verblüfft, nahm den Vorschlag an, und der – von Wolf später als „chambre separée“ bezeichnete – Verlag für einen einzigen Autor, Karl Kraus, wurde im Herbst desselben Jahres in Leipzig gegründet. Darin erschienen bis zum Ende der Verlagsbeziehung (de facto endete die Verlagsbeziehung im Frühjahr 1921, nominell wurde der „Verlag der Schriften von Karl Kraus [Kurt Wolff]“ allerdings erst im August 1923 aufgelöst; seine Rechte gingen auf den Verlag „Die Fackel“ Wien – Leipzig über) fünf Bände von „Worte in Versen“, weiters „Nachts“, „Weltgericht“ (in zwei Bänden) und „Ausgewählte Gedichte“ (die Auswahl durfte, was keineswegs selbstverständlich war, Kurt Wolff treffen). Außerdem veröffentlichte der Verlag Nachdrucke von „Die chinesische Mauer“, „Sprüche und Widersprüche“ und „Pro domo et mundo“.

Aus dem Briefwechsel zwischen Wolff und Kraus bzw. dem Verlag „Die Fackel“ und dem „Verlag der Schriften…“ lässt sich entnehmen, wie schwierig die Zusammenarbeit insbesondere im Hinblick auf die höchsten Ansprüche war, die Kraus an die Druckerei stellte. Die für ihre bibliophilen Ausgaben mancherorts so gelobte Druckerei Drugulin wird von Kraus gerade deshalb angegriffen, weil sie einen „schönen“ über einen „guten“ Druck stelle, was in der Praxis u. a. bedeutete, dass nach dem erfolgten Imprimatur von den Setzern oder Korrektoren noch eigenmächtige Änderungen vorgenommen wurden. Das führte nicht nur zu Unstimmigkeiten zwischen Kraus und Verlag bzw. Druckerei, sondern nicht selten auch zu erheblichem Mehraufwand, weil ganze Bögen nochmals gedruckt werden mussten.

Bereits 1913 war ein Konflikt zwischen Werfel und Kraus entstanden, dessen Anlass ein privater war: Werfel war im Oktober dieses Jahres in Dresden bei einer Theateraufführung („L’annonce faite à Marie“ von Paul Claudel, 5. Oktober 1913) Sidonie Nádherná von Borutín, Rainer Maria Rilke und Lou Andreas-Salomé begegnet. Nur wenige Wochen zuvor hatten Karl Kraus und Sidonie von Nádherný einander in Wien kennengelernt, woraus sofort eine sehr intensive Liebesbeziehung entstanden war. Rilke und Nádherný kannten einander schon seit mehreren Jahren. Werfel, der sich bei dieser Begegnung von Nádherný abgelehnt fühlte, rächte sich, indem er das Gerücht einer Liaison zwischen ihr und Rilke verbreitete. Als dieses Gerücht Kraus erreichte, veranlasste es ihn zum Abbruch seines Kontakts mit Werfel, den er später wegen seiner Werke angriff, was zu wütenden Gegenangriffen Werfels führte. Dieser Konflikt sollte sich über Jahre fortsetzen und auch zum Bruch zwischen Wolff und Kraus führen.

Der unmittelbare Anlass für diesen Bruch war die Publikation des Stücks „Spiegelmensch“ von Werfel, das dieser als „Magische Trilogie“ bezeichnete und das eine niveaulose und beleidigende Karikatur von Karl Kraus enthält, im Kurt Wolff Verlag.
Es ist dokumentiert, dass Wolff versuchte, auf Werfel mäßigend einzuwirken, dass er jedoch nichts unternahm, um die Publikation des Stücks in seinem eigenen Verlag zu verhindern.
Kraus kündigte ihm daraufhin öffentlich die verlegerische Beziehung und auch jede andere auf. Kurt Wolffs Bitte um eine Unterredung wurde nicht erfüllt.

Dennoch erinnert sich Kurt Wolff Jahrzehnte später ohne Bitterkeit an das Ende dieser zehn Jahre dauernden Beziehung:
„Als die Spiegelmensch-Bombe platzte, erwartete ich den Blitzstrahl Jupiters. Ich hatte ihn, schien mir, verdient. Mein Versuch, Werfel an einer unwürdigen, niedrigen Polemik zu verhindern, war ungenügend gewesen. Ich hätte das nicht drucken und unter meinem Namen veröffentlichen dürfen. Und hätte damit nicht nur loyaler gegen Kraus gehandelt, ich hätte vor allem Franz Werfel – auch er ja noch ein junger Mensch unter dreißig – einen Freundschaftsdienst geleistet. Der Blitzstrahl war fällig. Aber – oh Wunder – er kam nicht, kam nie… Daß aber mit dem Spiegelmensch-Vorfall und der darauf folgenden Beendigung unserer verlegerischen Verbindung auch meine private Beziehung zu Kraus aufhörte, war unvermeidbar. Meine innere Beziehung zu ihm und seinem Werk änderte sich nie. Und meine herzliche Freundschaft zu Werfel blieb unberührt.“

### Kurt Wolff und Boris Pasternak
Wolffs Engagement trug maßgeblich zur weltweiten Anerkennung von Boris Pasternak bei. Dies belegt unter anderem ein intensiver Briefwechsel zwischen den beiden, der mit dem Tod von Pasternak am 30. Mai 1960 endete. Der 2010 veröffentlichte Briefwechsel zwischen Boris Pasternak und seinem amerikanischen Verleger Kurt Wolff spiegelt die sowohl glückliche als auch tragische Geschichte seiner letzten Lebensjahre wider.

## Nachlass
Wolffs Nachlass wird seit 1947 in der Beinecke Rare Book and Manuscript Library an der Yale University als Kurt Wolff Archive, 1907–1938 aufbewahrt. Die Sammlung umfasst etwa 4100 Briefe und Manuskripte des Kurt Wolff Verlags der Jahre 1910 bis 1930. Darüber hinaus befindet sich im Deutschen Literaturarchiv Marbach eine umfangreiche Sammlung zu Kurt Wolff, die unter anderem den Briefwechsel mit Boris Pasternak enthält.

## Kurt Wolff Stiftung
Die im Jahr 2000 gegründete Kurt Wolff Stiftung verleiht seit dem Jahr 2001 den Kurt Wolff Preis zur Förderung und Ermutigung eigensinniger, unabhängiger Verlage. Der Hauptpreis ist mit 26.000 Euro dotiert, der Förderpreis mit 5.000 Euro.

## Zitat
„Man verlegt entweder Bücher, von denen man meint, die Leute sollen sie lesen, oder Bücher, von denen man meint, die Leute wollen sie lesen. Verleger der zweiten Kategorie, das heißt Verleger, die dem Publikumsgeschmack dienerisch nachlaufen, zählen für uns nicht – nicht wahr?“

## Schriften und Briefwechsel
- Kurt Wolff: Autoren, Bücher, Abenteuer. Betrachtungen und Erinnerungen eines Verlegers (= Quarthefte, Band 1). Wagenbach, Berlin 1965, DNB 455750343 und weitere Ausgaben; (= Wagenbach Taschenbücherei, Band 488), Wagenbach, Berlin ISBN 978-3-8031-2488-3.
- Kurt Wolff: Briefwechsel eines Verlegers, 1911–1963. Hrsg. von Bernhard Zeller und Ellen Otten. Scheffler, Frankfurt am Main 1965; Moderner Buchklub, 1966, Büchergilde Gutenberg 1967. Taschenbuchausgabe: Fischer TB 2248, Frankfurt am Main 1980, ISBN 978-3-596-22248-3.
- Karl Kraus und Kurt Wolff: Zwischen Jüngstem Tag und Weltgericht. Briefwechsel 1912–1921. Hrsg. von Friedrich Pfäfflin (= Bibliothek Janowitz, Band 14). Wallstein, Göttingen 2007, ISBN 978-3-8353-0225-9.
- Boris Pasternak – Kurt Wolff: Im Meer der Hingabe. Briefwechsel 1958–1960. Hrsg. von Evgenij Pasternak und Elena Pasternak unter Mitarbeit von Fedor Poljakov (= Russkaja kuľtura v Evrope, Band 6). Peter Lang, Frankfurt am Main 2010, ISBN 978-3-631-58152-0.[14]